# Aubenton
Aubenton település Franciaországban, Aisne megyében. Lakosainak száma 659 fő (2022. január 1.). Aubenton Any-Martin-Rieux, Beaumé, Brunehamel, Iviers, Leuze, Logny-lès-Aubenton és Mont-Saint-Jean községekkel határos.

## Népesség
A település népességének változása:
| Lakosok száma | 1078 | 969  | 826  | 704  | 664  | 652  | 657  | 661  | 659  | 659  |
|               | 1968 | 1982 | 1990 | 2006 | 2013 | 2015 | 2017 | 2019 | 2020 | 2022 |